# Barrie Meissner
Barrie Michael Meissner (Kanada, Saskatchewan, Kindersley, 1946. július 26. –) kanadai profi jégkorongozó.

## Karrier
Az 1963–1964-es szezonban kezdte junior karrierjét a Regina Patsben. Ebben a csapatban 1967-ig játszott. A CPHL-es Memphis South Starshoz került onnan pedig a szezon végén az NHL-es Minnesota North Starshez. Következő szezonban visszakerült a Memphis South Starshoz de a szezon végén ismét felkerült a Minnesota North Starshoz. 1969–1970-ben az egy idényt megélő Iowa Starsban játszott. A következő idényban az AHL-es Cleveland Baronsban játszott. 1971–1972-ben három csapatban is megfordult (Seattle Totems, Omaha Knights, Cleveland Barons). Végül a Cleveland/Jacksonville Baronsból vonult vissza.